# Rammeola anatolica
Rammeola anatolica är en insektsart som beskrevs av Boris Petrovich Uvarov 1934. Rammeola anatolica ingår i släktet Rammeola och familjen vårtbitare. Inga underarter finns listade i Catalogue of Life.